# بوسيدا كومنتاني
بوسيدا كومنتاني (الاسم العلمي:Bucida comintana) هو نوع غير مؤكد من النباتات يتبع جنس البوسيدا من الفصيلة القمبريطية.